# ضب عييناتي
ضب عُيَيناتيّ (الاسم العلمي: Uromastyx ocellata)، هو نوع من عظاءات الحرذون موطنه شمال شرق إفريقيا. ويُعرف باسم شائك الذيل العُيّيني، وعظاءة داب العُيّينَة.

## الوصف
الضب العُيَيناتيّ هو نوع متوسط القد من الضباب، ويزن عادًة 225 جم (0.496 رطل) ويبلغ متوسط طوله قرابة 28 سم (11 بوصة). عادًة ما يكون لدى الذكور لون أزرق فاتح مع بقع صفراء وبرتقالية أسفل ظهورهم بينما تكون الإناث عادًة أفتح، ولكنها عادًة ما تكون أكبر حجمًا من الذكور.

## التوزيع
موطن الضب العُيّيناتيّ هو شمال شرق إفريقيا، حيث يمكن العثور عليه في جنوب مصر والسودان وإريتريا وجيبوتي وإثيوبيا (بالقرب من الحدود الصومالية) وشمال غرب الصومال.